# Малая Лисица
Малая Лисица — река в России, протекает по Верхнекетскому району Томской области. Устье реки находится в 392 км по левому берегу реки Лисица. Длина реки составляет 15 км.
Русло целиком в кедрово-берёзовом лесу урочища Улюмакид.

## Данные водного реестра
По данным государственного водного реестра России относится к Верхнеобскому бассейновому округу, водохозяйственный участок реки — Кеть, речной подбассейн реки — бассейн притоков (Верхней) Оби от Чулыма до Кети. Речной бассейн реки — (Верхняя) Обь до впадения Иртыша.
Код объекта в государственном водном реестре — 13010600112115200026750.